# Telelogic
Telelogic var ett svenskt IT-företag som utvecklade och sålde programvara för att effektivisera, samordna och automatisera verksamhetsprocesser (Enterprise Lifecycle Management). Flyg-, försvars- och telekomindustrin var Telelogics största kundgrupp.
Företaget omsatte cirka 1,5 miljarder kronor år 2006 och var då verksamt i 22 länder. Huvudkontoret låg i Malmö och det amerikanska huvudkontoret i Irvine i Kalifornien. Telelogic var noterade på den dåvarande O-listan, motsvarande Midcap på OMX/Nasdaq.
Telelogic växte organiskt och genom företagsförvärv. Exempel på företag som Telelogic förvärvade var QSS (2000), vars fokus var programvara för kravhantering, Continuus (2000), vars fokus var programvara för konfigurationshantering, Focal Point (2005), vars fokus var programvara för produktledning och projektportföljhantering, Popkin Software (2005), vars fokus var modellering och iLogix (2006), vars fokus var modellering.
I april 2008 köpte den amerikanska datorjätten IBM 96,9 procent av aktierna i Telelogic varmed företaget blev en del av IBM.